# Тагискен
Тагискен (иногда используется название Тугискен) — могильник на одноимённом плато близ древнего русла Сырдарьи — Инкардарьи, в Кызылординской области Казахстана. Относится к эпохе поздней бронзы. Состоит из двух комплексов — северного и южного. Открыт в 1959 году Хорезмской экспедицией АН СССР, ей же был исследован в 1960—1963 годах.
Северный Тагискен — некрополь племенных вождей IX—VIII вв. до н. э. с погребениями в мавзолеях из сырцового кирпича (Тагискенская культура или Бегазы-Дандыбаевская культура). К мавзолеям пристроены погребальные сооружения родственников и приближённых вождя. В захоронениях обнаружены золотые и бронзовые серьги, бусы из сердолика, бронзовые наконечники стрел, глиняная посуда. Помимо лепных сосудов, присутствуют и сделанные на гончарном круге, с лощением и резным геометрическим орнаментом. В материальной культуре прослеживаются традиции местных культур поздней бронзы и связи с более высокой культурой юга Средней Азии.
Южный Тагискен — курганный могильник сакских племён VII—V вв. до н. э. Погребения проводились в ямах, некоторые тела были кремированы. В могилах найдены наборы конской сбруи, бронзовые наконечники стрел и зеркала, каменные жертвенники, длинные мечи в деревянных ножнах, глиняная лепная посуда и т. д. Золотые бляшки и обкладки, а также бронзовые предметы конского убора выполнены в скифском зверином стиле. В материальной культуре отмечаются связи с савроматами южного Приуралья и саками более северных степей Казахстана.